# Ioan Neculaie
Ioan Neculaie este un om de afaceri român care deține 
producătorul de autocamioane Roman Brașov
și echipa de fotbal FC Brașov.
În septembrie 2010, averea lui Neculaie era estimată la 80-82 milioane de euro.
În martie 2010, Ioan Neculaie a pierdut dreptul de proprietate asupra pachetului majoritar de acțiuni la societatea „Pro Roman”, administratorul parcului industrial Roman Brașov, în favoarea omului de afaceri Ioan Olaru.
La data de 20 aprilie 2011 a fost condamnat la patru ani de închisoare cu suspendare pentru că a construit ilegal pe un teren al cărui proprietar era tot Ioan Olaru.